# Симфонічна поема
Симфоні́чна пое́ма — жанр симфонічної музики, одночастинний твір для симфонічного оркестру з програмою літературного, живописного, або, рідше, філософського чи історичного походження. Засновником цього жанру вважається видатний угорський композитор Ференц Ліст, який написав 13 симфонічних поем. У своїх естетичних цілях симфонічна поема чимось пов'язана з оперою, і хоча перша на відміну від другої є інструментальним твором, вона також подібно до опери прагне до об'єднання музики і драми.
Поява та розвиток цього жанру був тісно пов'язаний з ідеями синтезу мистецтв, а також ідеями мистецтва, як важливого виховного та просвітительського чинника, що були поширені в епоху романтизму.
Симфонічній поемі властивий вільний розвиток музичного матеріалу, що сполучає різні принципи формоутворення, найчастіше сонатність і монотематизм із циклічністю й варіаційністю. Після Ліста в цьому жанрі працювали Каміль Сен-Санс, Бедржіх Сметана, Антонін Дворжак, Ріхард Штраус, Сергій Рахманінов та інші. Впливу симфонічної поеми зазнали у своєму розвитку й інші жанри — симфонія, концерт, соната.